# Vuitanta-dos
El vuitanta-dos o huitanta-dos és un nombre natural que segueix el vuitanta-u i precedeix el vuitanta-tres. S'escriu 82 o LXXXII segons el sistema de numeració emprat.

## En altres dominis
- Designa l'any 82 i el 82 aC.
- És el codi telefònic internacional de Corea del Sud.
- És el nombre atòmic del plom.